# Acanthovalva bilineata
'Acanthovalva bilineata' es una especie de polilla perteneciente a la familia Geometridae, descrita por primera vez por William Warren en 1895. Tiene distribución en África Austral. Es una polilla marrón claro con antenas fuertemente pectinadas en el macho y filiformes en las hembras. Las alas posteriores tienen un característico color naranja y bandas transversales negras.